# Mosteiro de Manjanikkara
O Mosteiro de Manjanikkara ou Manjanikkara Dayara (em malaiala: മഞ്ഞനിക്കര ദയറ; romaniz.: Maññanikara Dayaṟa) é um mosteiro da Igreja Síria Jacobita Cristã localizado em uma colina em Omallur, Pathanamthitta, Querala.

## História

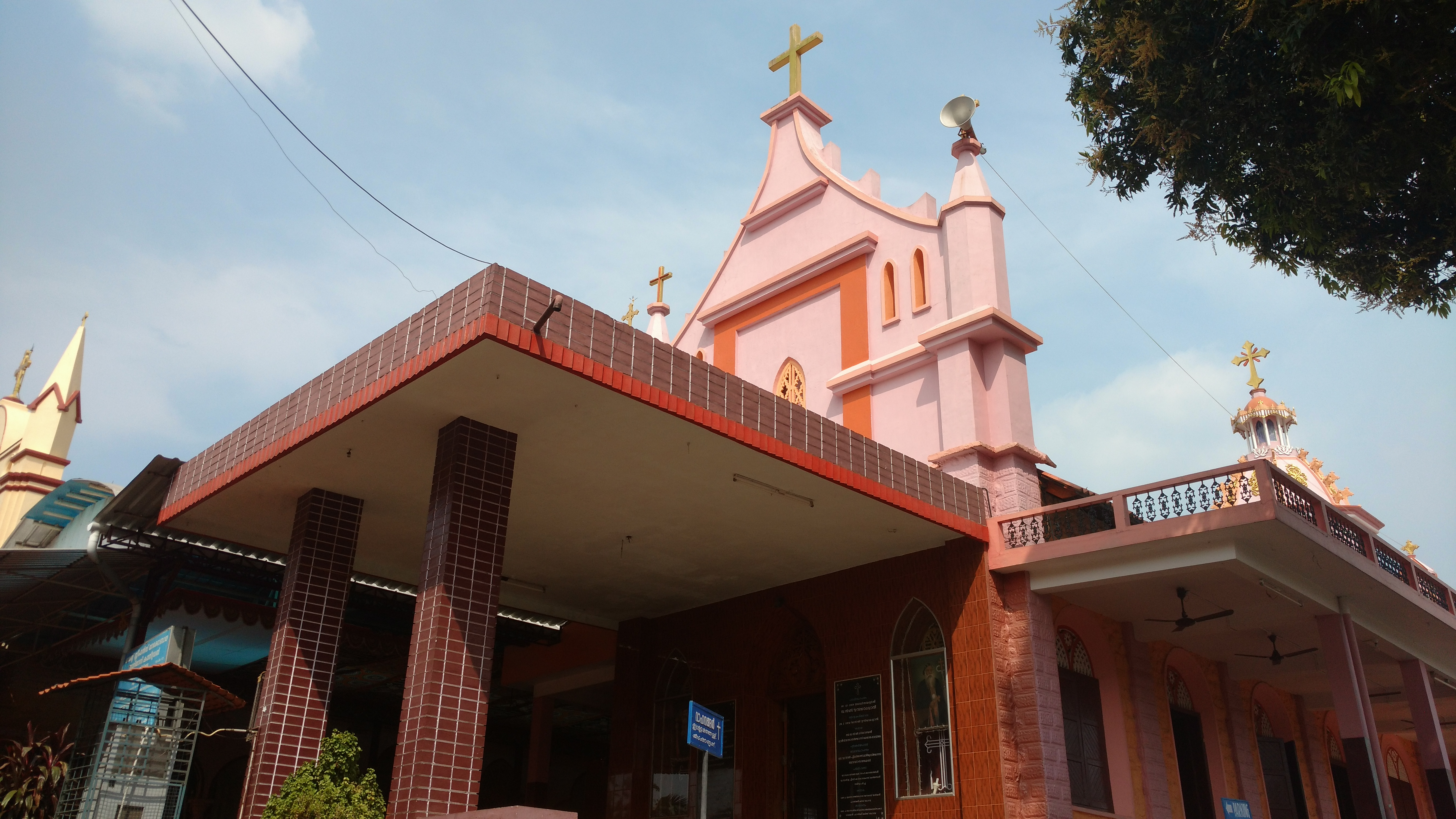
Uma das igrejas no mosteiro

O principal templo do mosteiro é dedicado a Santo Estêvão, e foi fundado em 22 de dezembro de 1925 pelo presbítero Skaria Malpan Elavinammannil, com uma comunidade de trinta famílias que assentaram a colina de Manjanikkara. Foi consagrado em 31 de janeiro de 1926. Em 1932, o Patriarca Inácio Elias III de Antioquia chegou à região, que era paupérrima, e decidiu ir ao mosteiro, onde morreu dois dias depois. O mosteiro ainda contém suas relíquias. Hoje venerado como santo, o patriarca é anualmente festejado no dia 13 de fevereiro por peregrinos de toda a região, sendo um dos principais pontos de peregrinação siríaca da Índia. Tornou-se a catedral da diocese de Thumpamon em 2007.
O mosteiro é o centro de difusão do canto siríaco próprio de Moçul, tendo influenciado as tradições do sul de Kerala em contraste com o canto originado em Tur Abdim e difundido a partir de Pampakuda, mais antigo na região.